# Kościół Mariacki w Weißenfels
Kościół Mariacki (niem. Stadtkirche St. Marien) – luterański kościół farny znajdujący się w niemieckim mieście Weißenfels.

## Historia
Pierwsza wzmianka o kościele pw. śś. Marii i Michała pochodzi z 1158 roku. Świątynię w tym miejscu konsekrowano w 1303 roku. W 1370 podwyższono wieżę kościelną. W 1430 kościół został zniszczony przez husytów, w następnych latach wybudowano nowe prezbiterium, a w 1480 ukończono budowę korpusu nawowego. W latach 1530–1535 wzniesiono szczyt wieży. W 1553 przy świątyni otwarto szkołę męską. Podczas pożaru miasta z 1668 zniszczony został hełm wieżowy, obecny kształt wieża uzyskała podczas odbudowy po pożarze z 1718 roku. W XIX wieku kościół poddano renowacji.

## Architektura i wyposażenie
Świątynia halowa, trójnawowa. Dolne partie wieży pochodzą z XIV wieku, reszta kościoła ma charakter późnogotycki, a górne kondygnacje wieży – barokowy. Na wieży zachowało się dawne mieszkanie strażnika. W nawach bocznych znajdują się empory, nawa główna przykryta jest drewnianym stropem pseudokolebkowym z lat 1655–1660. Wyposażenie reprezentuje późny barok. Chrzcielnicę z 1681 i ołtarz główny z 1684 wykonał Andreas Griebenstein. Ambona z lat 1673–1674 jest wspólnym dziełem Andreasa Teuera, Christiana Hoffmanna i Johanna Christopha Goldnera. Wnętrze zdobi również epitafium Martina Hundta z 1515 roku i obraz sądu ostatecznego z lat 1550–1560. Trójmanuałowe, 41-głosowe organy zostały wykonane w latach 1860–1864 przez Friedricha Ladegasta, odrestaurowało je w latach 2019–2021 przedsiębiorstwo Hermann Eule Orgelbau Bautzen, które w 1953 wybudowało dla kościoła 4-głosowe organy, ustawione południowej nawie.

## Galeria

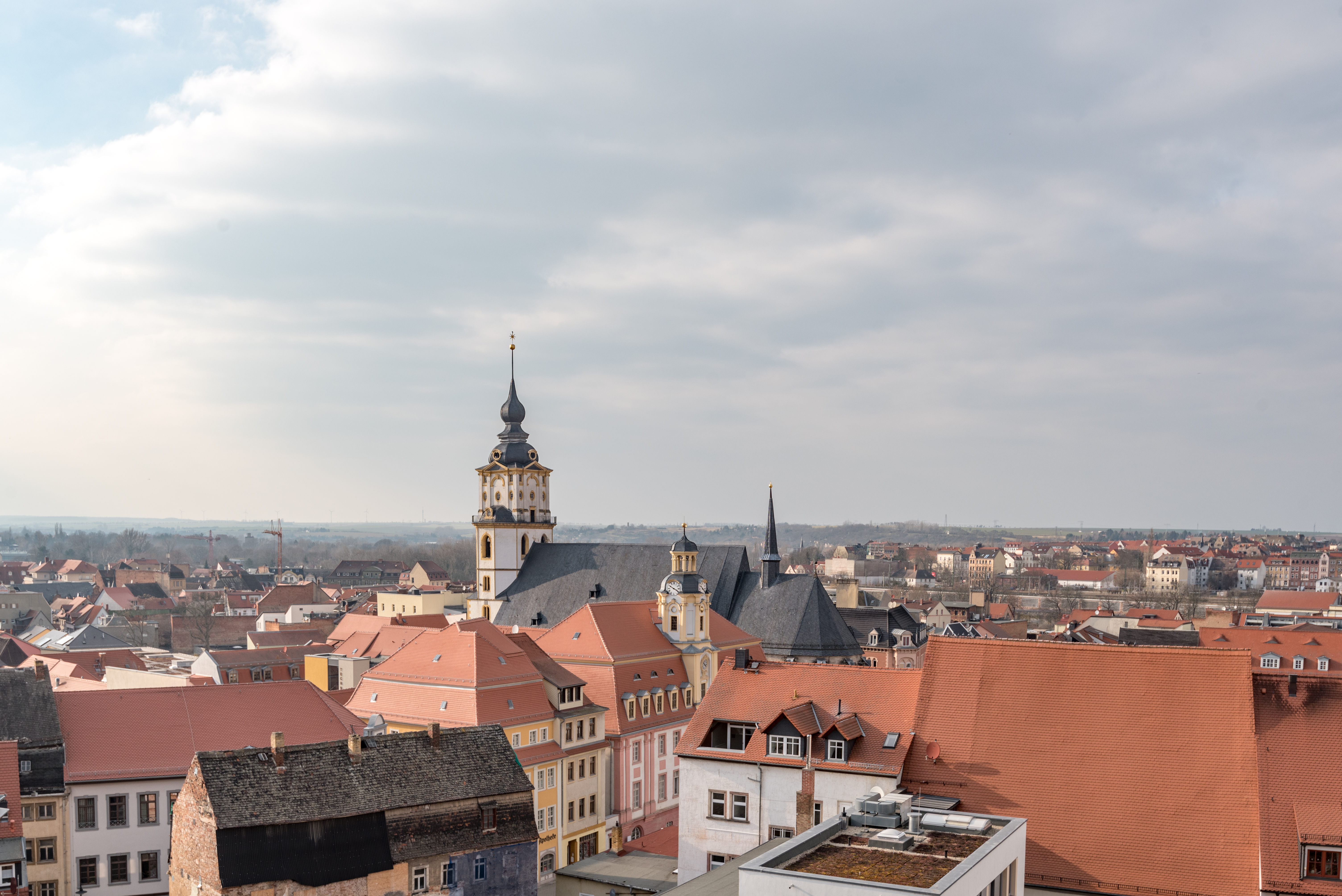
Widok z pałacu
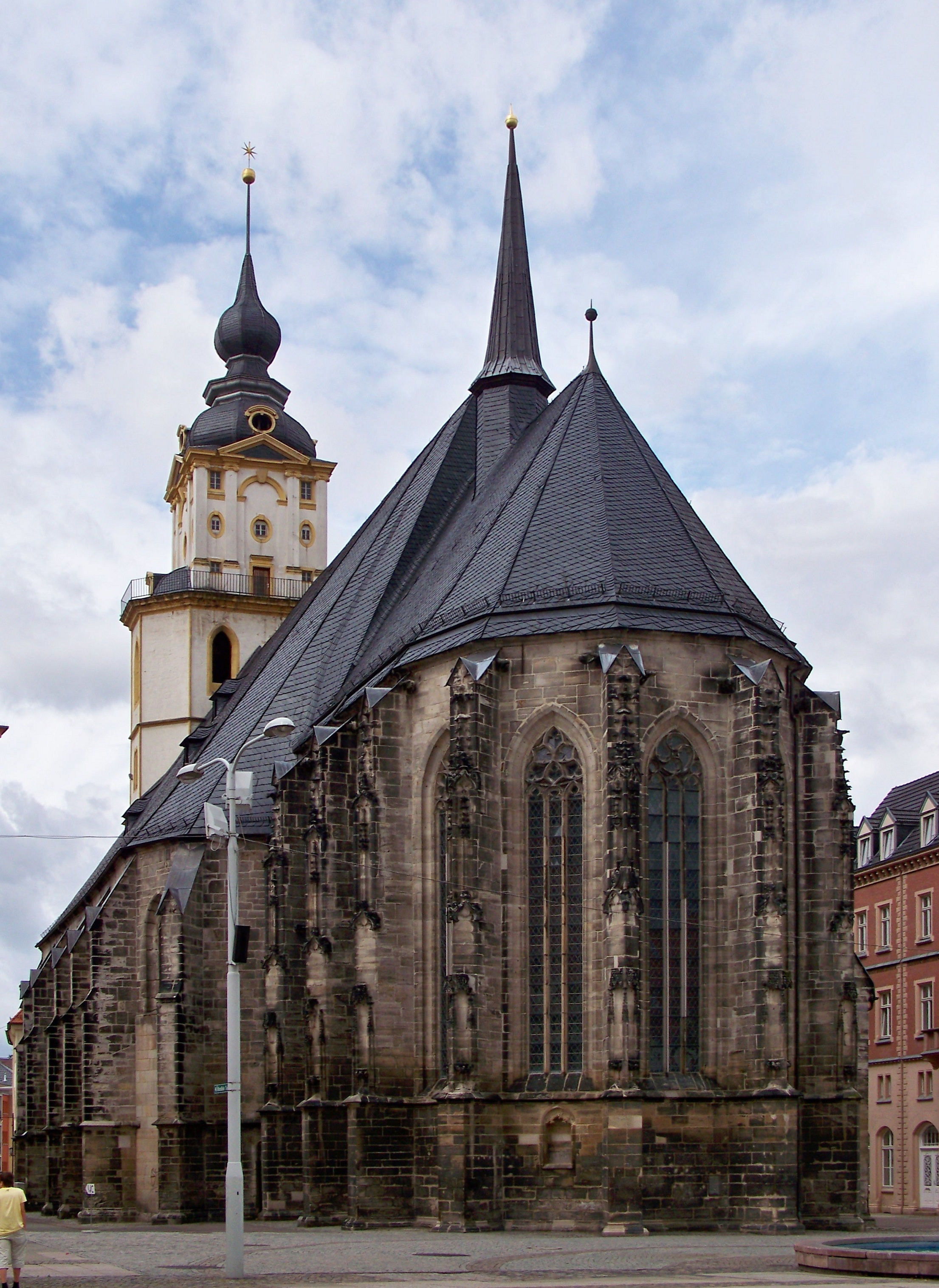
Widok z zachodu
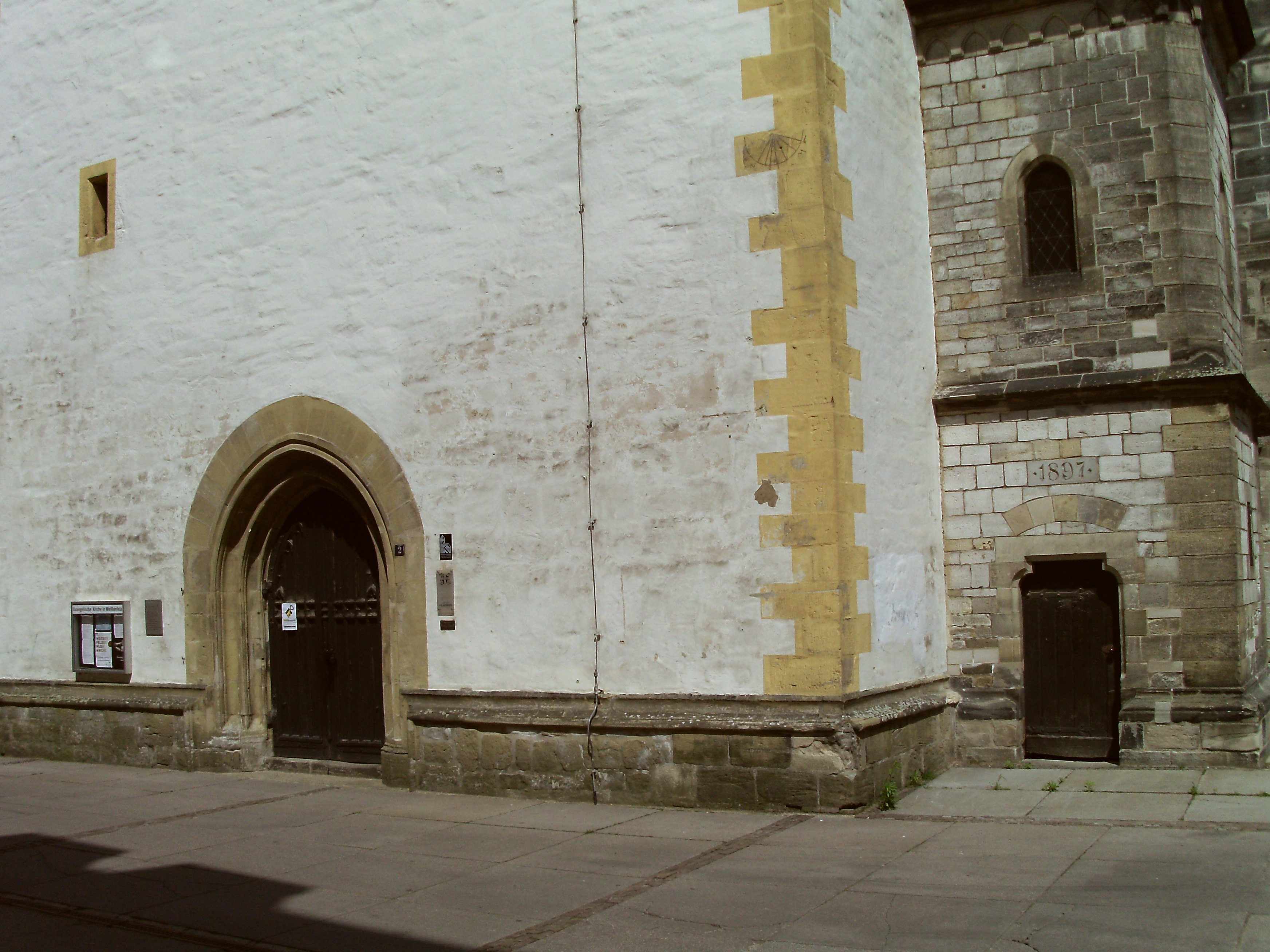
XIV-wieczny portal główny
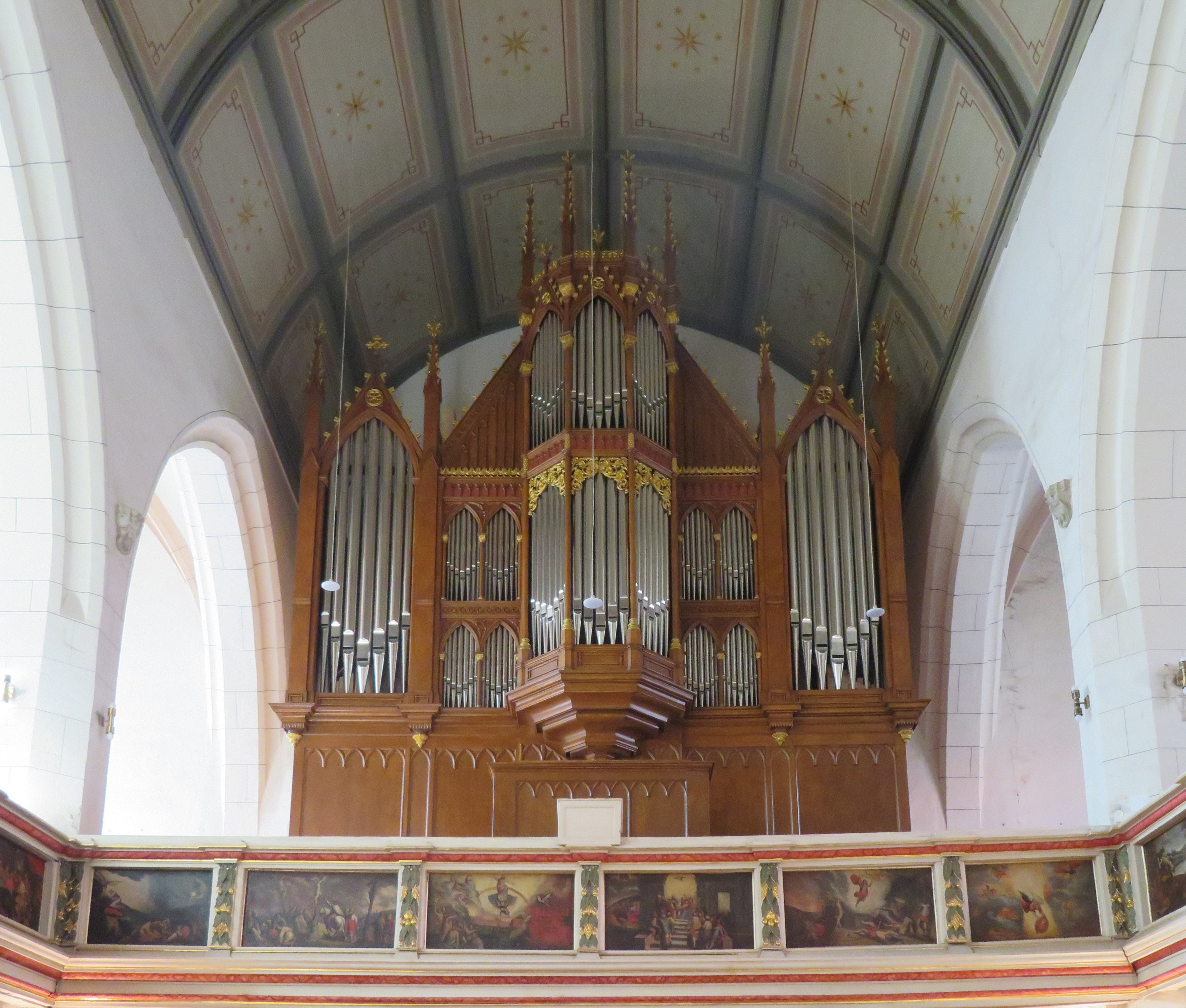
Organy Ladegasta
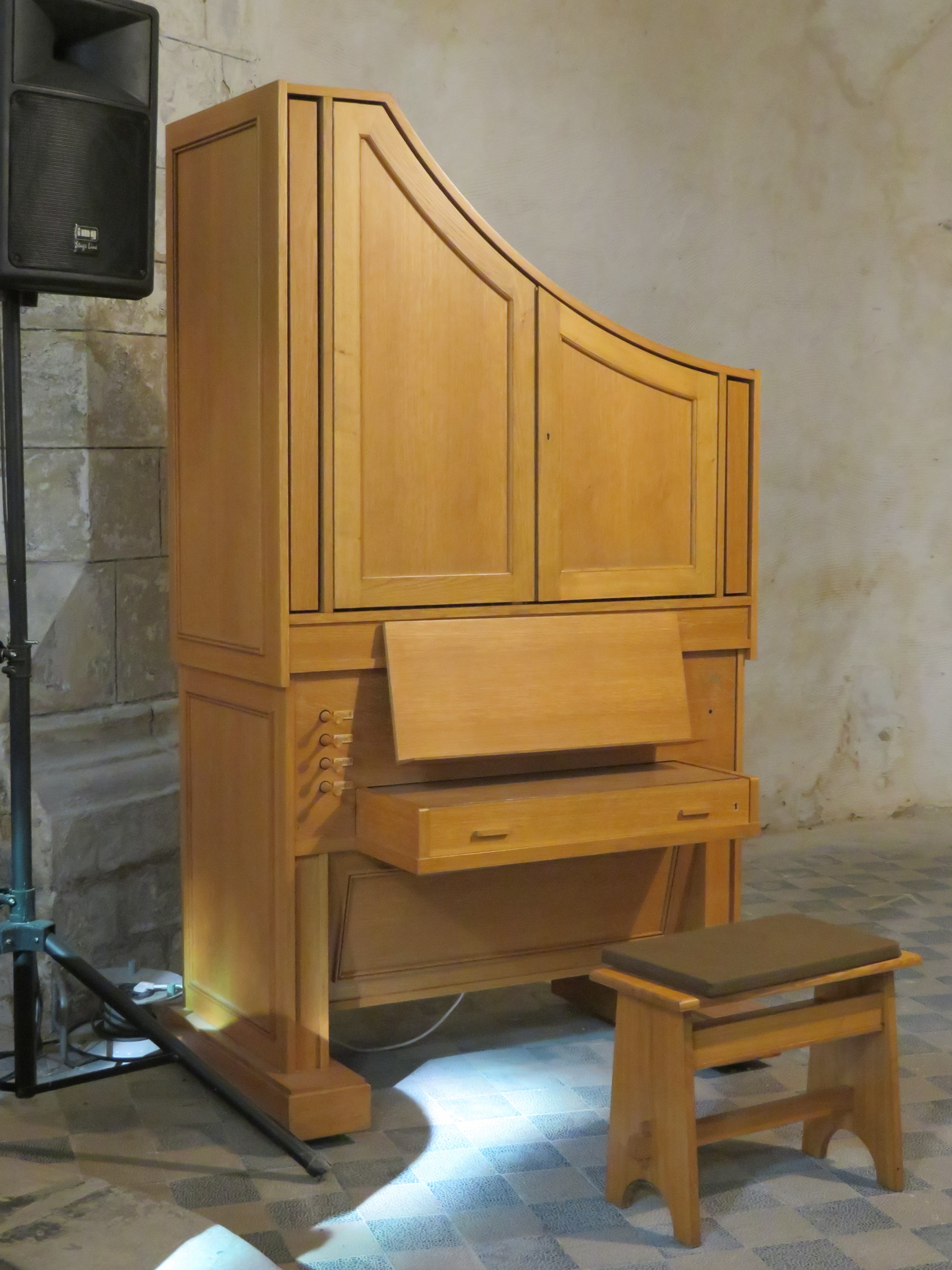
Małe organy z 1953